# 에번 페이택

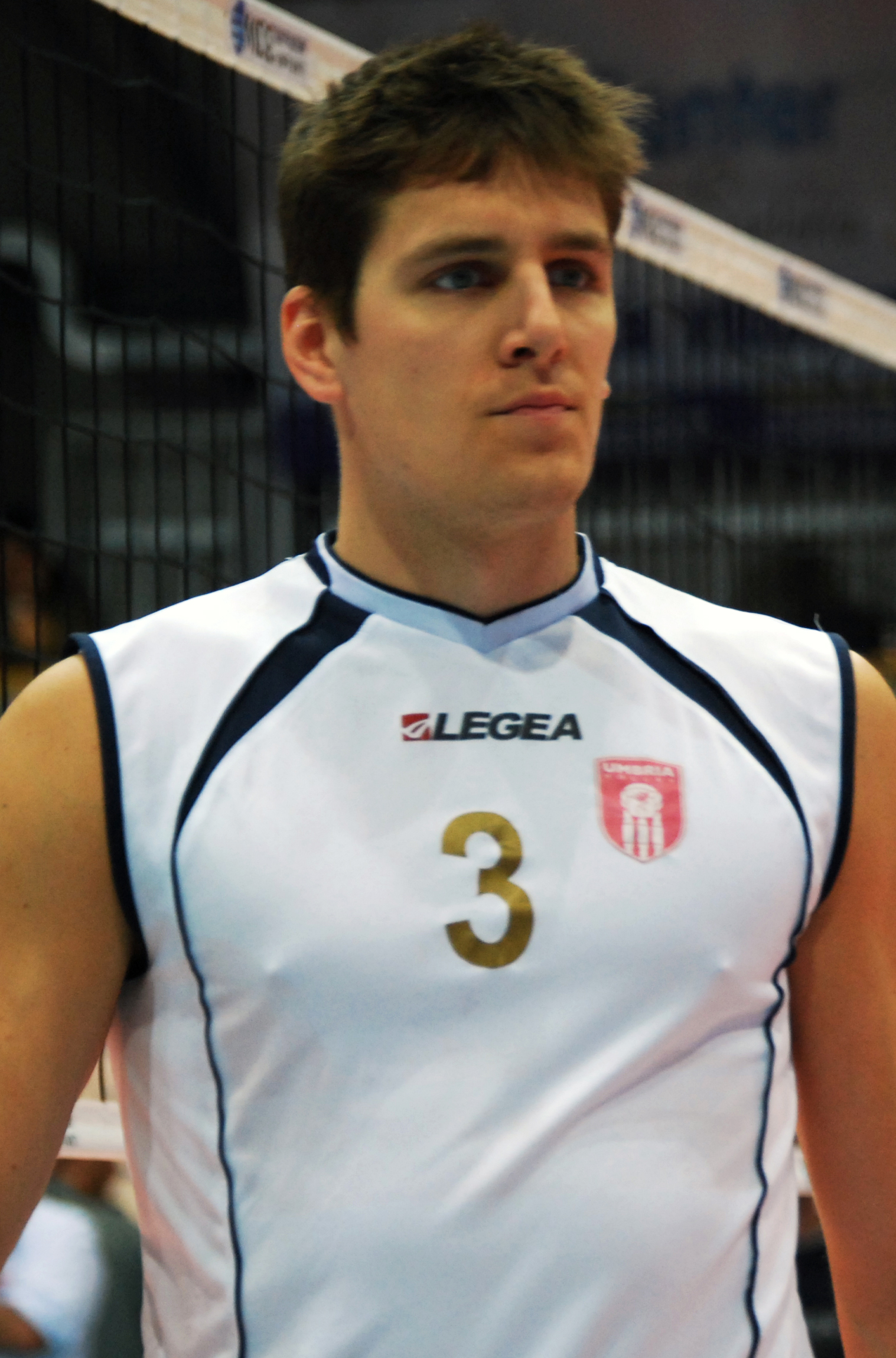
에번 페이택

에번 페이택(Evan Patak, 1984년 6월 23일 ~ )은 미국의 배구 선수이다.